# Premier (automobile)
Pour les articles homonymes, voir Premier.
La société Premier Automobiles Ltd. du groupe indien PAL est un constructeur automobile indien qui a été très étroitement lié au constructeur italien Fiat.

## Histoire
Créé en 1944, Premier commence son activité automobile en distribuant sur le marché indien des camions militaires Dodge.
Après avoir construit une usine sur le site de Kurla, près de Bombay, Premier commence l'assemblage, sous licence Chrysler, de camions Dodge précédemment commercialisés dans son réseau.

### La coopération avec Chrysler
La société Premier Ltd. a été créée en 1944. Après avoir négocié avec le groupe américain Chrysler en 1947 une cession de licences pour l'assemblage local de deux modèles d'automobiles Plymouth et de camions Dodge, commercialisés sous les marques Dodge, Plymouth, DeSoto, et Fargo à partir de 1947. En 1949, le gouvernement indien cherche à se doter d'une industrie automobile nationale indépendante des fournitures étrangères et impose des droits de douane dissuasifs sur l'importation de composants et de véhicules complets. Les constructeurs existants sont donc "invités" à rechercher des fournisseurs locaux pour garantir un taux d'intégration minimal de composants indiens. 
En 1951, Premier fabrique pour le compte de Chrysler Co. un certain nombre de composants destinés à la fabrication de modèles de camions du constructeur américain.
L'assemblage de voitures prendra fin en 1955 après que Premier ait obtenu en 1953 du constructeur italien Fiat la licence de fabrication de la Fiat 1100-103. L'accord de licence pour les camions prendra fin le 31 décembre 1972. 

### La coopération avec FIAT
À partir de 1950, Premier signe un premier accord de coopération technique avec le constructeur italien Fiat visant à assembler localement la Fiat 500 Topolino puis progressivement à fabriquer localement avec une intégration de composants locaux, d'autres modèles. 
En 1953, le nouveau gouvernement socialiste développe une politique d'autarcie et le secteur automotive est très strictement encadré. Premier est un des sept constructeurs à obtenir l'autorisation du gouvernement indien de poursuivre et de développer ses activités dans la construction automobile avec son partenaire italien.
Premier signe en 1954 avec Fiat un second accord de licence pour assembler la Fiat 1100-103 localement, sous la marque Fiat. Conformément à la loi indienne, l'intégration de composants locaux augmente progressivement pour atteindre 100 % en 1965.

### Premier Ltd. Indépendant
Le 30 juin 1970, le contrat de licence avec Fiat vient à échéance. Premier négocie alors le rachat d'une des lignes de fabrication de la dernière version "D" de la Fiat 1100-103 qui sera rebaptisée Padmini, en tous points identique à l'original italien et dont la fabrication se poursuit jusqu'en 1999. Le moteur est le 4 cylindres de 1.089 cm³ développant 32 CV, qui a équipé également les Fiat-Simca 8 et Simca Aronde.

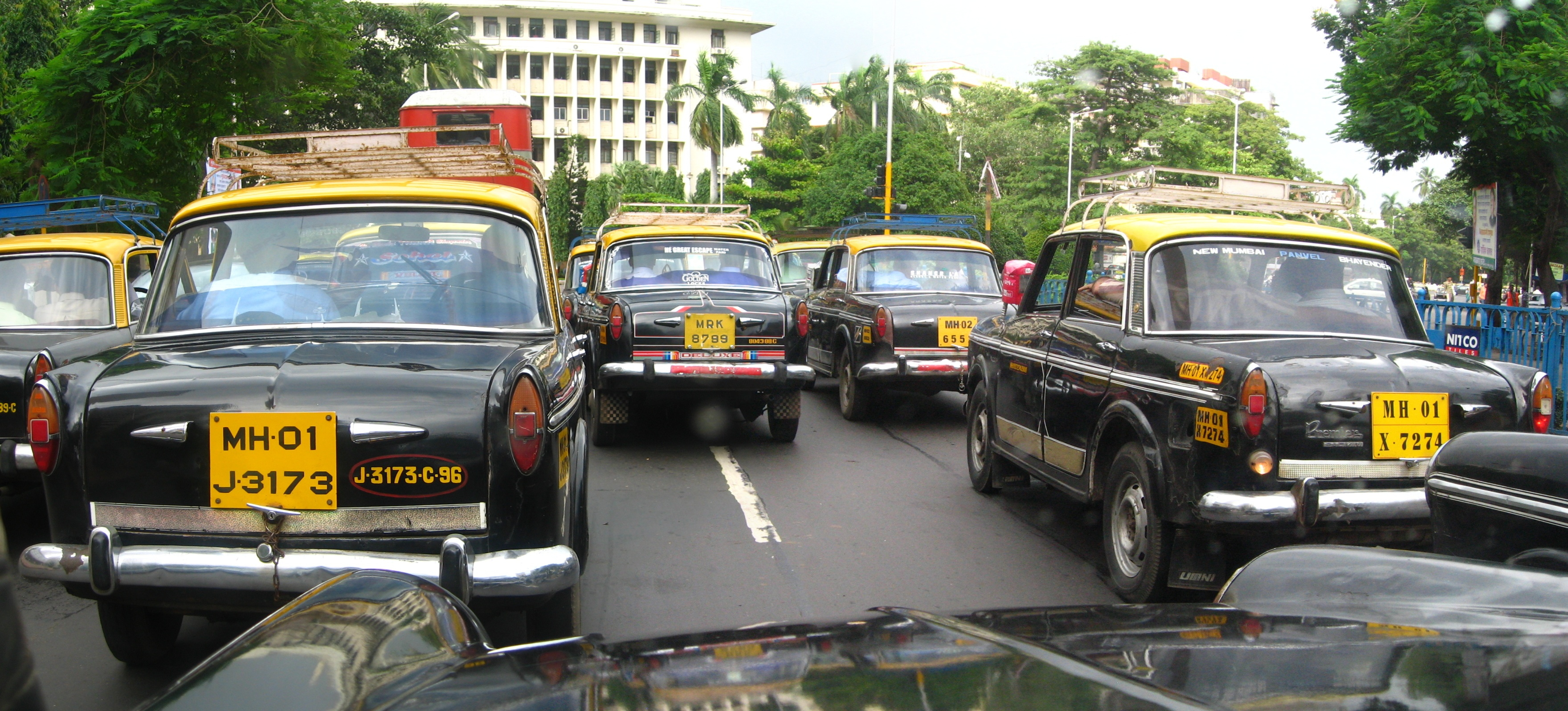
Taxis Fiat Premier Padmini à Bombay en 2007

Cette automobile, de conception très moderne lors de sa présentation en 1947, a battu tous les records de longévité. Sa production en Inde dépassera le million d'exemplaires en 45 ans.
En 1980, Premier veut rajeunir son unique modèle en production, la Padmini, et négocie avec Fiat le rachat de la ligne de production de la Seat 124 seconde série, dont la production a été arrêtée, version espagnole de la fameuse Fiat 124. Premier équipe le modèle d'un moteur Nissan Essence de 1.171 cm3 développant 52 cv DIN, d'où son appellation 118NE. Commercialisée à partir de 1985, elle ne fera pas oublier l'ancienne Padmini toujours vaillante et restée au catalogue !! À cette occasion, Premier bénéficie de l'aide de Fiat pour faire passer la production de 18.000 à 28.600 voitures par an. (En Inde, le temps d'attente moyen pour obtenir une voiture neuve dépassait largement l'année). En 1985, le gouvernement indien accord à Premier l'autorisation administrative pour encore augmenter sa production jusqu'à 50.000 voitures par an.
En 1986, Premier présente une version diesel de la 118NE, la 138D,  équipée d'un moteur diesel italien "Fratelli Negri Motori". Après le succès rencontré avec cette motorisation, Premier décide de moderniser la Padmini et présente en 1993 une version revue dans sa finition intérieure et une version diesel. La production de ce modèle prendra fin en 2000, lors du rachat du constructeur indien par Fiat qui crée Fiat India Ltd.

### La tentative de Peugeot
En 1993, Peugeot qui veut s'implanter sur le marché indien, signe un accord de coopération avec Premier pour faire assembler localement par une JV PAL-Peugeot, la 309. Ce sera un échec cuisant pour le constructeur français qui doit abandonner le pays en 2000 et sa participation dans la co-entreprise avec Premier, après une production d'à peine quelques centaines de véhicules.
Très vite alertée par l'échec de cette nouvelle coopération, la direction de Premier signe avec Fiat Auto S.p.A. un nouvel accord de coopération technique pour assembler localement la Fiat Uno dans l'usine de Kurla. La première Fiat Uno sera produite le 5 janvier 1996.

### Le retour de FIAT
En 1996, l'Inde ouvre son marché aux investissements étrangers ce qui permet le retour de Fiat Auto SpA qui crée dès le 29 septembre 1997 une JV avec son partenaire Premier Ltd., Ind Auto Ltd. dont il détient 51 % du capital puis rachètera la totalité des parts et constitue en 2000 Fiat India Ltd..
Fiat India produit, dans un premier temps, la fameuse Fiat Uno puis rapidement toute la gamme Fiat Palio avec les dérivés Fiat Siena rebaptisée Petra et la Palio WE.
En 2006, Fiat India Ltd. signe un accord industriel avec Tata, premier constructeur indien. Dès 2007, le fruit de cette collaboration se fait sentir avec la mise en service d'une toute nouvelle usine Fiat pour les nouvelles séries des Fiat Palio 3, Fiat Linea et Fiat Grande Punto.

## La renaissance de Premier indépendant
En octobre 2009, Premier négocie avec Fiat l'utilisation de la marque "Premier" et constitue à nouveau Premier Ltd. constructeur de véhicules de tourisme, spécialisé dans les petits modèles SUV 4x4. Premier obtient une licence pour assembler la Premier Rio, version locale de la Zotye Nomad, elle-même étant une « licence » de l'ancienne Daihatsu Terios. À partir de 2012, Premier équipe ses modèles du moteur diesel Fiat 1,3 litre, produit localement.

## Modèles
- Dodge Kingsway (1947-55)
- Fiat 500 Topolino (1951-55)
- Fiat 1100-103 (1954-62)
- Fiat 1100-103 D (1962-70)
- Premier Padmini (1970-2000)
- Premier 118N (1985-2000)
- Peugeot 309 (1993-95)
- Fiat Uno (1993-1995)
- Premier Rio (2010-xx)